# سوخوي سو-30 إم كي آي
سوخوي سو-30 إم كي أي (لقب تعريف الناتو:Flanker-H) فئة مطورة بالتعاون بين الهند وروسيا عن المقاتلة سوخوي سو-30 كطائرة تفوق جوي لتحقيق السيطرة في الجو وتوجيه الضربات إلى الأهداف الجوية والأرضية والبحرية المعادية في شتى الظروف الجوية باستخدام الصواريخ الموجهة وغير الموجهة.

## نظرة عامة
تتميز السوخوي سو-30 إم كي آي عن غيرها من الطائرات هو قدرتها عى القيام بدوريات بعيدة المدى والمتابعة والرصد الرإداري واستخدام الأسلحة الذكية بدون الدخول في منطقة الدفاع الجوي المعادية والقدرة العالية على المناورة والقدرة على مهاجمة عدة اهداف في آن واحد ومقاومة وسائل العدو الإلكترونية البصرية.
تؤمن المقاتلة القاذفة «سو-30 أم كا» استخدام الأسلحة التالية:
- الصواريخ «جو – جو» المتوسطة والقصيرة المدى المزودة بالرؤوس الموجهة ذاتيا والرؤوس ذاتية التوجيه العاملة بالاشعة تحت الحمراء
- الصواريخ الموجهة «جو – ارض» المزودة بالرؤوس الموجهة ذاتيا الايجابية وشبه الايجابية والرإدارية والليزرية والمتحكم فيها عن بعد
- القنابل المتحكم فيها عن بعد وبواسطة الليزر.
- القنابل غير الموجهة والقنابل العنقودية
- المدفع عيار 30 مم.

تم تطوير هذه الطائرة إلى المقاتلة «سو-30 إم كي آي 2» ذات المقعدين التي تختلف عن المقاتلة «سو-30 إم كي» بطاقمها الذي يتألف من طيارين، الامر الذي يؤمن قدرة أكبر على التحكم بالطائرة وإمكانيات التدريب.
في عام 1997 بدأ مكتب «سوخوي» للتصاميم بالتعاون مع شركة «ايركوت» الروسية بتصميم طائرة جديدة مبنية على قاعدة طائرة «سو-30» والمخصصة للتصدير إلى خارج البلاد. واطلقت عليها تسمية «سو-30 إم كي آي».

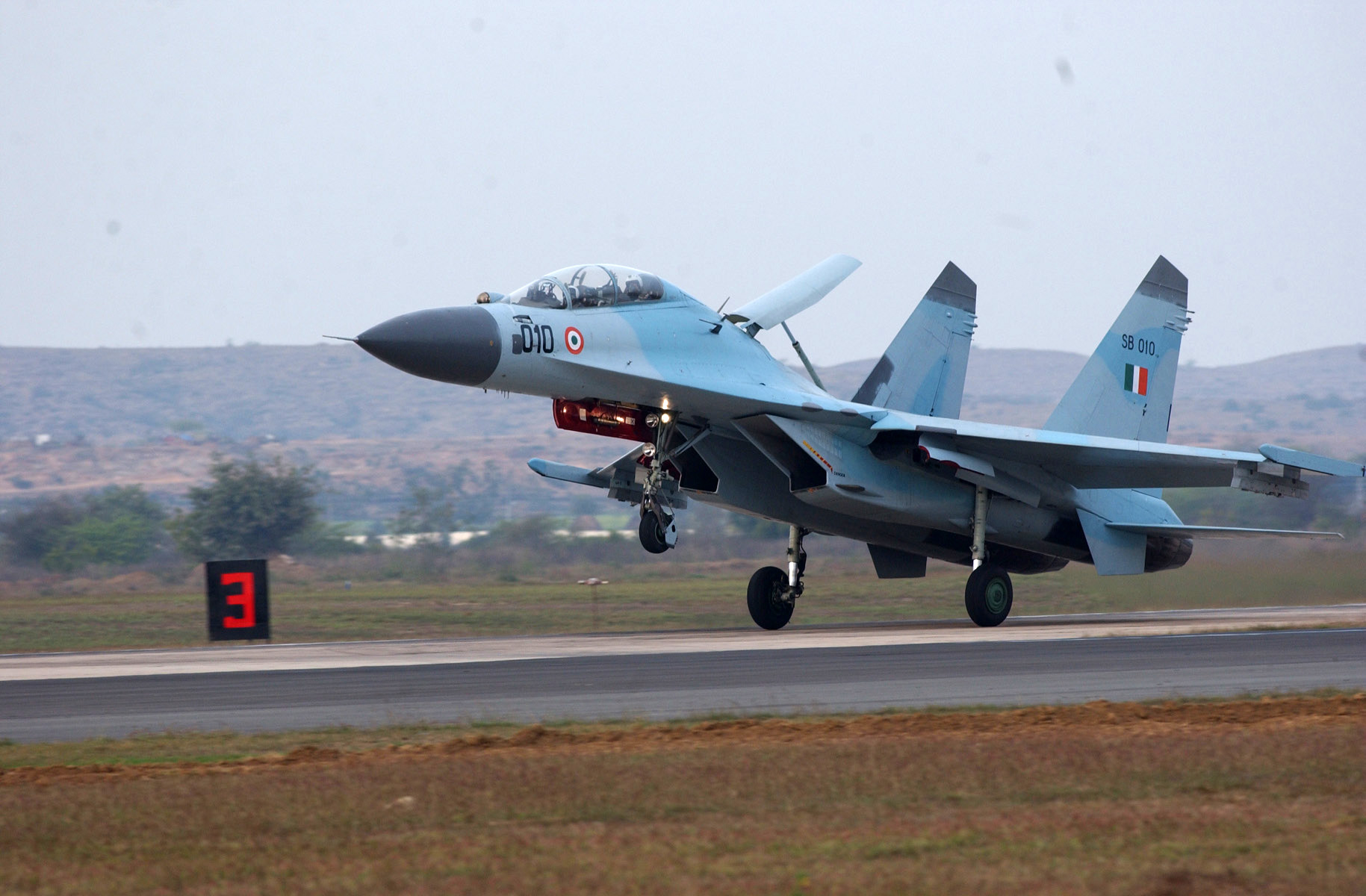
سوخوي سو-30 إم كي آي

ومن اجل زيادة قدرة الطائرة على المناورة وفاعليتها القتالية تم توفير ما يلي:
- محرك جديد مصمم على أساس المحركات التربينية النفاثة الثنائية المراحل
- الرادار المتعدد الأغراض القادر على كشف ومتابعة 15 هدفا جويا والهجوم على أربعة اهداف منها في آن واحد.
- منظومة الكشف المصممة على أساس لوحات العرض المضيئة التي تتصف بقدرة فائقة على التمييز
- جهاز الملاحة والتسديد الإلكتروني البصري الجديد والعامل باستخدام المعطيات الواردة من أنظمة الملاحة الفضائية.
- المنظومة الجديدة الخاصة بمراقبة تشغيل أنظمة الطائرة والموقف التكتيكي الخارجي.

## المواصفات

### الصفات العامة
- الطاقم: 2.
- الطول: 21.935 متر.
- المسافة بين الجناحين: 14.7 متر.
- الارتفاع: 6.36 متر.
- مساحة الأجنحة: 62.0 متر².
- الوزن فارغة: 18,400 كغم.
- الوزن محملة: 24,900 كغم.
- وزن الإقلاع الأقصى: 38,800 كغم.
- المحرك: محركان نفاثان من نوع Lyulka AL-31FP turbofans بقوة 131 كيلو نيوتن لكل محرك.

### الأداء
- السرعة القصوى: 2.34 ماخ (2,490 كم/ساعة) عند مستوى 11,000 متر.
- المدى: 3,000 كم.
- أقصى ارتفاع: 17,300 متر.
- معدل الصعود:>230 متر/ثانية.
- الحمل على الأجنحة: 401 كغم/متر².

### التسليح
- مدفع 30 ملم 150 طلقة.
- نقاط التعليق: 12 (2 على طرف الأجنحة، 6 تحت الأجنحة، 2 تحت المحرك، 2 على جوانب المحرك)

#### صواريخ جو-جو
- 10 × آر-77 توجيه نشط بالرادار 100 كم
- 10 × صواريخ آسترا توجيه نشط بالرادار 80 كم
- 6 × آر-27إي آر توجيه شبه نشط بالرادار 130 كم
- 6 × آر-27إي تي توجيه بالأشعة تحت الحمراء 120 كم
- 2 × آر-27آر توجيه شبه نشط بالرادار 80 كم
- 2 × آر-27 تي توجيه بالأشعة تحت الحمراء 70 كم
- 6 × آر-73 30 كم
- 3 × نوفاتور كي إس-172 400 كم

#### صواريخ جو-ارض
- 3 × كي إتش-59ME صاروخ ستاندوف توجيه بكاميرات تلفزيونية، 115 كم
- 3 × كي إتش-59MK صاروخ ستاندوف موجه بالليزر، 285 كم
- 4 × كي إتش-35 صاروخ مضاد للسفن، 130 كم
- 1 × براهموس صاروخ كروز،300 كم
- 6 × كيه إتش-31
- 6 × Kh-29T/L صاروخ موجهة بالليزر، 30 كم
- 4 × إس-8 حاملة قذائف (80 قذيفة غير موجهة)
- 4 × إس-13 حاملة قذائف (20 قذيفة غير موجهة)

#### قنابل
- 8 × KAB-500L قنابل موجهة بالليزر
- 3 × KAB-1500L قنابل موجهة بالليزر
- 8 × FAB-500T قنابل تقليدية
- 28 × OFAB-250-270 قنابل تقليدية
- 32 × OFAB-100-120 قنابل تقليدية
- 8 × RBK-500 قنابل عنقودية